# Conops bigoti
Conops bigoti är en tvåvingeart som beskrevs av Enrico Adelelmo Brunetti 1925. Conops bigoti ingår i släktet Conops och familjen stekelflugor. Inga underarter finns listade i Catalogue of Life.